# Opilione
Opilione (latino: Opilio, probabilmente da identificare con Flavio Rufio Opilione latino: Flavius Rufius Opilio; fl. 449-453) è stato un politico dell'Impero romano.
Opilione fu magister officiorum dal 449 al 450, periodo nel quale è attestato in carica tramite due leggi a lui indirizzate. Nel 453 fu console per la corte occidentale, assieme al collega Giovanni Vincomalo, scelto dalla corte orientale. È attestato in un'iscrizione successiva al 450 come praefectus urbi (di Roma) e patricius.